# 雨が空から離れたら
雨が空から離れたら（あめがそらからはなれたら）は、熊木杏里の13枚目のシングル楽曲。2009年の日本中央競馬会（JRA）ブランドCMソング。 

## 概要
- 「雨が空から離れたら」は、元々アルバム『ひとヒナタ』の収録曲だったが、2009年の日本中央競馬会（JRA）ブランドCMソングに起用されたことに伴いシングルカットされた。[要出典]
- 2009年5月17日、東京競馬場で第4回ヴィクトリアマイル（GI）が施行される当日にパドックで当楽曲を披露するためのミニライブが行なわれた[1]。当日の東京競馬場は小雨の降る天気だったが、ミニライブが始まるのとほぼ同時間にこの曲のタイトルの様に雨があがった。また、このライブでこの曲のタイトルの由来が小室等の「雨が空から降れば」を聞き間違えたことであることを明らかにしている。[要出典]

## 収録曲
作詞・作曲：熊木杏里
1. 雨が空から離れたら
  - 編曲：L.O.E
  - 2009年日本中央競馬会（JRA）ブランドCMソング
2. 花言葉
  - 編曲：坂本昌之
  - 京王グループ2009「京王×高尾山」CMソング
3. 桜見る季節
  - 編曲：坂本昌之